# Beaver City (Nebraska)
Beaver City je grad u američkoj saveznoj državi Nebraska. Prema popisu stanovništva iz 2010. u njemu je živjelo 609 stanovnika.